# 張時亨 (萬曆進士)
張時亨（1541年—？），字禮卿，號夏屏，江西建昌府南城縣人，軍籍，明朝政治人物、進士出身。

## 生平
隆慶四年（1570年）庚午科江西鄉試第六十一名，會試第一百六十一名，萬曆二年（1574年）登甲戌科進士第二甲第六十二名。

## 家族
曾祖父張頤；祖父張信；父張端。母張氏。严侍下。弟張時泰（貢士）、張時顯（貢士）、時豫、時康。